# Pièce bien faite

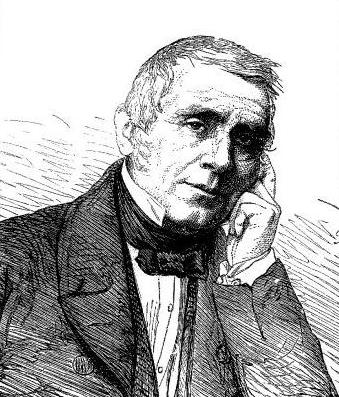
Augustin Eugène Scribe

Het pièce bien faite (Nederlands:goed gemaakt stuk, Engels: well-made play) is een theatergenre uit de 19e eeuw, vastgelegd door de Franse dramaturg en librettist Augustin Eugène Scribe (1791–1861) rond 1825. En later verder uitgewerkt door Victorien Sardou.
Een pièce bien faite begint met een complexe intrige dat leidt tot een climax en eindigt met een happy end.
Een schoolvoorbeeld van een pièce bien faite is Een Poppenhuis van de Noorse auteur Henrik Ibsen (1828–1906). Andere vertegenwoordigers van dit genre zijn o.a. Émile Augier, Georges Feydeau, Henry Arthur Jones, Arthur Wing Pinero en George Bernard Shaw.
Ook The Mousetrap (1952) van Agatha Christie kan worden beschouwd als een modernere variant van een pièce bien faite. 
Het genre past binnen het neoclassicisme doch wordt gekenmerkt door een relatief gebrek aan diepgang of moraal.

## Structuur
- Akte 1: Exposé (1/6)

intro
intrige
startplot
- Akte 2: Ontwikkeling (4/6)

1ste revelatie (optioneel)
keerpunt
2de revelatie (optioneel)
crisis
- Akte 3: Resolutie (1/6)

confrontatie
climax
finale